# Conmutación de penas
La conmutación de penas es una institución del Derecho Penal mediante la cual se cambia una pena, establecida por una sentencia judicial luego de un juicio, por una pena menor. En muchos países, la conmutación de penas es una facultad judicial atribuida al Poder Ejecutivo o al monarca, con el fin de establecer mecanismos de equilibrio entre los distintos poderes del Estado. La conmutación de penas está emparentada con el indulto y la amnistía. Se diferencia del indulto en el hecho de que mientras la conmutación cambia una pena por otra menor, el indulto consiste en la extinción de la pena. Se diferencia de la amnistía en el hecho de que el indulto extingue la pena en un caso individual en el que ya hubo juicio y condena, la amnistía extingue el delito y se aplica a todos los casos; razón por la cual la amnistía suele ser una facultad del Poder Legislativo.